# 律师过剩
律师过剩（英語：Overlawyered）是一个关于美国法律系统的博客，由沃尔特·奥尔森（Walter Olson）创办和运营，以侵权法改革（Tort Reform）为主题，于1999年成立，Law.com称其为“被广泛认为是最古老的法律博客，也是最受欢迎的博客之一”。
许多美国人觉得美国“律师过剩”，然而布鲁金斯学会的克利福德·温斯顿（Clifford Winston）和罗伯特·克兰德尔（Robert Crandall）以及休斯敦大学的维克拉姆·马赫什里（Vikram Maheshri）认为，事实上美国的问题在于“律师过少”，而不是“律师过剩”。他们在一本书中指出，在过去几十年里，美国严格的律师准入制度人为地将律师数量控制在一个较低的水平。律师人数过少，再加上从政律师对经济的过分管控，使得律师们在工资之外有一笔不劳而获的额外收入。
律师过剩的主题是揭露美国侵权法制度的荒唐、过度以及滥用。该网站的固定读者包括美国数以千计的律师、医生以及考虑建立美国式侵权制度的其他国家的读者。该网站域名Overlawyered.com注册于1995年5月8日。
2013年4月26日，奥尔森宣布该博客已隶属于卡托研究所，他则在该研究所担任高级研究员。
2020年5月31日，奥尔森在律师过剩官网称，“我于1999年7月1日，在律师过剩发表了第一篇文章，我预计2020年5月31日的这篇文章将是最后一篇文章”。